# Agrotisia
Agrotisia là một chi bướm đêm thuộc họ Noctuidae.

## Các loài
- Agrotisia evelinae Benjamin, 1933
- Agrotisia subhyalina Hampson, 1908
- Agrotisia williamsi (Schaus, 1923)